# Sceliphron leptogaster
Sceliphron leptogaster är en biart som beskrevs av Cameron 1905. Sceliphron leptogaster ingår i släktet Sceliphron och familjen grävsteklar. Inga underarter finns listade i Catalogue of Life.